# Hirundinins
Els hirundinins (Hirundininae) són una de les dues subfamílies d'ocells de la família dels hirundínids.

## Llista de gèneres
Aquesta subfamília està divida en 19 gèneres i 87 espècies
- Gènere Psalidoprocne, amb 5 espècies.
- Gènere Neophedina, amb una espècie: oreneta de ribera de collar (Neophedina cincta)
- Gènere Phedinopsis, amb una espècie: oreneta de Brazzà (Phedinopsis brazzae)
- Gènere Phedina, amb una espècie: oreneta de les Mascarenyes (Phedina borbonica)
- Gènere Riparia, amb 5 espècies.
- Gènere Tachycineta, amb 9 espècies.
- Gènere Atticora, amb tres espècies.
- Gènere Pygochelidon, amb dues espècies.
- Gènere Alopochelidon, amb una espècie: oreneta cap-rogenca (Alopochelidon fucata)
- Gènere Orochelidon, amb tres espècies.
- Gènere Stelgidopteryx, amb dues espècies.
- Gènere Progne, amb 9 espècies.
- Gènere Pseudhirundo, amb una espècie: oreneta de carpó gris (Pseudhirundo griseopyga)
- Gènere Cheramoeca, amb una espècie: oreneta dorsiblanca (Cheramoeca leucosterna)
- Gènere Ptyonoprogne, amb 4 espècies.
- Gènere Hirundo, amb 15 espècies.
- Gènere Delichon, amb 4 espècies.
- Gènere Cecropis, amb 9 espècies.
- Gènere Petrochelidon, amb 11 espècies.